# 個人的な体験
『個人的な体験』（こじんてきなたいけん）は、大江健三郎の小説。1964年（昭和39年）に新潮社より発行された。本書は第11回新潮社文学賞を受賞している。
大江健三郎の長男大江光が脳瘤（脳ヘルニア）のある障害者であり、その実体験をもとに、長男の誕生後間もなく書いた作品である。主人公は、脳瘤とおそらくそれによる脳障害を持つと思われる長男が産まれることにより、出生後数週の間に激しい葛藤をし、逃避、医師を介しての間接的殺害の決意、そして受容という経過を経る姿を描く。
本作は、新潮社の「純文学書き下ろし特別作品」として函入りで出版されているが、その函には以下の著者のメッセージが記されている。
「ぼくはすでに自分の言葉の世界にすみこんでいる様ざまな主題に、あらためて最も基本的なヤスリをかけようとした。すなわち、個人的な日常生活に癌のように芽ばえた異常を核にして、そのまわりに、欺瞞と正統、逃亡することと残りつづけること、みずからの死と他者の死、人間的な性と反・人間的な性というような命題を結晶させ、再検討することをねがったのである。大江健三郎」

## ストーリー
子供の出生前夜
主人公の27歳の青年、鳥（バード）は、高校時代には地方都市でけんかを繰り返したが、のちに東京のある官立大学の英文学部を卒業し、大学院に入った。学部の教授の娘と結婚し、彼の人生は順風だったが、もともと酒に耽溺する逃避癖があり、精神的に未熟であった。そして、アルコール依存症により大学院を中途退学、そのまま将来の展望もない予備校の教員をしていた。少年期よりアフリカに行くという夢を持ち続けていたが、実社会で落伍し、現実逃避の妄想は続いていた。初めての子供が産まれたが、自分が子供を持つことに対する実感に乏しく、むしろ自由を失うという強迫観念を持つようになり、アフリカへの逃避の願望がさらに強まっていた。彼は夜の盛り場に一人で行き、ゲーム機でパンチ力を試したが、機械が示した体力は40歳相当であった。そのゲーム機の周りにいた不良少年のグループに絡まれ喧嘩をする。
出生と障害児であることの認知
出産の後に産院に呼び出された鳥であったが、院長たちから、子供の後頭部に大きな瘤がありその中に脳が頭蓋内から飛び出ている脳瘤という病気であること、手術で頭蓋内に脳を収めても生涯植物状態であろうことを告げられる。健常であっても子どもを持つことを憂鬱に感じていた鳥は、障害者である子供から受ける自分の人生への影響を想像しきれず、強い混迷と絶望に陥る。しかし、医師たちは、非常に権威的で、自らの威厳を保つことに神経を払い、病名、予後、解剖などの話を無神経に残酷に行い、整理のつかない鳥の神経を一層混乱させる。この時の医師たち、義母は、まるで子供がみっともなく恥ずかしい存在であるかのように振舞う。医師たちは、大学病院に子供を搬送することを決め、妻は一度も子供を見ることなく転院した。義母は、妻には絶対に脳の病気であることは告げないようにと念を押す。恩師である義父にも病気のことを告げに行ったが、義父も顔を赤らめ子供の存在を認めない態度を示す。義父、義母、医師の誰も鳥を理解してくれる者はおらず、唯一の妻も義母により不幸を共有することを阻止された。味方のいない鳥はふと大学時代の友人であり赤いスポーツカーに乗る、一人暮らしの火見子の所へ訪れる。
障害児の親となることからの逃避
火見子は、鳥の友人だったのだが、かつて鳥は一緒に酒を飲んだ帰りに、犯すようにして屋外で火見子の処女を奪ったことがあった。火見子は、その後結婚したのだが、夫は火見子の「分からない何か」を理由に自殺し、彼女は多くの男性と寝ることで孤独を紛らわしていた。性技の達人となった火見子は、恐怖と不安の虜になった鳥の心を性技で解きほぐし、唯一鳥を理解できる存在となった。そして、鳥は、妻にも会わず子供との面会もほとんどせず、火見子とのセックスに逃避していった。
鳥は、この時期には、子供を胎内で戦傷した兵士のように可哀想な存在と見ていたが、医師に言われた早い死を信じ、また願っていた。しかし、大学病院で担当医に子供の手術と生存の可能性を言われて、子供が急激に自分の将来を破壊する存在に変貌する。担当医は、それを素早く察して、栄養を制限して穏やかに死を迎えさせてはどうかという秘密の提案をする。鳥は、激しく自分を恥じつつもそれを受け入れ、火見子に逃避していった。そんなある日、火見子の家にレズビアンである大学時代の友人が訪れ、鳥の事情を知り説教をする。彼女も高学歴を持ちながら落伍した人生を送る人間であり、落伍者の他人への当てつけのような説教であったが、「自分で引き取って殺すほうが、他人にゆだねて死を待つより自己欺瞞がない」と言われてしまう。
逃避しつつも仕事に行っていた鳥だが、二日酔いの挙句、授業中に嘔吐し、生徒に責められ職を追われることになる。仕事がなくなったと同時に、旧知の外交官のスラブ人が日本人の愛人を作り愛人宅に潜伏したのを連れ出すよう依頼される。自分の立場よりも愛を選んだスラブ人は、鳥を歓迎しつつも帰ることを拒絶し、最後の対面であろう鳥にスラブ語辞書をプレゼントする。鳥が辞書に何かを書いてくれと頼んだところ、書かれた文字は「希望」と言う意味の現地語であった。
逃避から障害児の親となる事への決意
鳥は、脳外科の教授に呼ばれ手術を促されるも、激しい拒絶をし、火見子と一緒に子供を大学病院から受け取った。受け取る時に、妻が名付けるつもりだった「菊比古」という名前を子供に与える。その後、鳥は、火見子に彼女の知り合いの堕胎医に医療の形での死を迎えさせるよう依頼する。堕胎医のところに子供を捨てた鳥は、自分の不良時代の後輩でアメリカ兵によりホモセクシャルに目覚めさせられたゲイバーの店主、菊比古に出会う（鳥は妻にかつて彼との不良時代をの思い出を語っていたために妻が子供にこの名前を名付けた）。火見子は、子供を捨てた鳥が妻に絶縁され、自分と一緒にアフリカへ行くことを思い描いていたが、鳥は、急激に子供に手術を受けさせようと思い直す。「正面から立ち向かう欺瞞なしの方法は、自分の手で直接に縊り殺すか、あるいは彼をひきうけて育ててゆくかの、ふたつしかない。初めからわかっていたことだ」と言い、怒る火見子を置いて、大学病院に子供を連れ戻す。
（二つのアスタリスク（＊）の後（エピローグ））
子供を手術したところ、大きく脳がはみ出ていたのではなかったことが分かった。ただし、脳外科教授は、それでも重度の障害者となる可能性は残ることを示唆した。しかし、鳥は、脳外科教授とも家族とも和解することができ、自分の将来にも意欲を持つ決心をする。鳥は、教授に対して、「現実生活を生きるということは結局、正統的に生きるべく強制されることのようです。欺瞞の罠におちこむつもりでいても、いつの間にか、それを拒むほかなくなってしまう」と言う。病院の廊下に数日前ゲームセンターで鳥と出会いけんかした若者たちが、仲間の誰かの見舞いに来ていたが、彼らは鳥に気付くことなくその場を通り過ぎる。教授は「君がすっかり変わってしまった感じだから」「もう鳥（バード）という子供っぽい渾名は似合わない」と鳥に言った。

## 逸話
ハッピーエンディングについて
三島由紀夫は、本作について、「技術的には、『性的人間』や『日常生活の冒険』より格段の上出来であるが、芸術作品としては『性的人間』のあの真実なラストに比べて見劣りがする。もちろん私は、この『個人的体験』のラストでがつかりした読者なのであるが、それではこの作品はラストだけがわるくて、二百四十八頁までは完璧かといふと、小説はとまれかくまれ有機体であつて、ラストの落胆を予期させるものは、各所にひそんでゐるのである」と述べている。そして三島は、作中の人物像（デルチェフ、火見子、鳥）に触れ、「このやうな人物像は、大江氏の方法論に背馳してはゐないだらうか？ 一般人の側から絶対に理解不可能な人間、しかも鋭い局部から人間性を代表してゐるやうなものを、言語の苦闘によつて掘り出して来ることが、氏の仕事ではなかつたか？ かくしてこの小説の末尾には、ニヒリストたることをあまりに性急に拒否しようとする大江氏が顔を出し、却つて人間の腐敗に対する恐怖があからさまにひろがつて、逆効果を呈してゐる。暗いシナリオに『明るい結末を与へなくちやいかんよ』と命令する映画会社の重役みたいなものが氏の心に住んでゐるのではあるまいか？ これはもつとも強烈な自由を求めながら、実は主人持ちの文学ではないだらうか？」と述べている。さらに、「世界史的に見て、わが日本民族は、熱帯の後進国の野蛮な活力に憧れるほど衰弱してゐない筈なので、おそらくアフリカへの憧れは、衰弱したパリ経由なのにちがひない」と述べている。
この三島の批判を端緒として、ハッピーエンディングへの批判は大きかったようである。小谷野敦による評伝によると次のとおりである。「この作品は、年末に新潮社文学賞の受賞が決定したが、選評は散々なもので、これでよく受賞したものだと思える。選考委員のうち。川端康成は病欠である。亀井勝一郎は全否定で、「最後の第十三章の、主人公の心の転換ぶりは実に安易である。(略)結末の描写には、大江氏の宗教的あるひは道徳的怠慢ぶりが露出してゐる。まことに遺憾なことである 」と終わっている。ほかの委員のうち、全面的に称賛しているのは河上徹太郎くらいで、あとは留保つきである。河盛好蔵は 「結末には飛躍もしくは腰くだけがあつて、破綻を示しているが 」、中島健蔵「悪くいえば、この作品は道徳小説なのだが 」、中村光夫 「世評のように結末に難があるにしても 」 、山本健吉「結末の安易さが惜しまれる。(略 )この作品も、うまく大江氏の持穴に落すことで、辻つまが合ひすぎている 」といった具合だ。」
この批判については作者も相当気にしていたようで、後年、自伝的な長編『懐かしい年の手紙』でラストの書き直し案を作中で提示している。また江藤淳との対談（「群像」1965年３月号）で、医者が主人公に子供が死んでしまったと報告する結末を描いた私家版を作ったことを認めた上で「やはりぼく自身のパブリック版は正しかったと主張しているわけです」「この小説では、あの文章が最も正しい形であるということを示したにほかならない」と公刊版を擁護する姿勢を強調している。
また次のような見解を述べたこともある。「もちろん小説のでき(できには原文、傍点がふられている)としていまも最後の部分に問題点があるなって感じは持つんですよ。しかしね、もしあの時生きていくこと自体困難な状況に子供を置いて、横に絶望してる青年を置いて小説を終わっていたとしますね、そしていま現在、その小説を私が読み返すとすると、どんなに自分を、子供との実際の共同生活への内面の希望──なんとか子供と家内と私で生き延びようとする 、憐れなような希求──を裏切っている作家と感じただろうか 、と思うんです 。現実に生きている子供に対して 、まともに向き合うことをしない人間として、いま自分を発見してるんじゃないか。亀井勝一郎という戦中はナショナリスト 、戦後は仏教に深く入った批評家に、この作家の倫理性の不徹底がある、ともいわれたけれど 、おれの倫理はこの子供と生きてゆくことだと思ってね。」
翻訳をめぐって
本書は日本研究者・翻訳者ジョン・ネイスンによって”A Personal Matter”のタイトルで英訳されている。ネイスンは三島由紀夫の『午後の曳航』を翻訳しており、その仕上がりに大いに満足した三島は、ネイスンに対してノーベル賞の獲得に協力してほしい述べて『絹と明察』の翻訳を依頼した。ネイスンもそれを内諾していたが、『個人的な体験』を読んでその出来に驚嘆したネイスンは本書を翻訳したくてたまらなくなり、『絹と明察』の翻訳を断って本書を翻訳した。